# Gloma fuscipennis
Gloma fuscipennis är en tvåvingeart som beskrevs av Johann Wilhelm Meigen 1822. Gloma fuscipennis ingår i släktet Gloma och familjen Brachystomatidae. Arten är reproducerande i Sverige. Inga underarter finns listade i Catalogue of Life.